# Frauenleichtathletik in Deutschland bis 1945
Dieser Artikel befasst sich mit der Frauenleichtathletik in Deutschland bis 1945. Leichtathletik wurde in der Antike und bis ins 19. Jahrhundert vor allem von Männern betrieben. Frauen wurden in vielen Aufzeichnungen oder Büchern nur am Rande erwähnt. Doch mit der Zeit und der Emanzipation der Frau änderte sich die Einstellung, dass nur Männer Leichtathletik betreiben dürften.

## Anfänge
Einen wesentlichen Beitrag zur Etablierung der Frauenleichtathletik leistete die Spiel- und Sportbewegung in der zweiten Hälfte des 19. Jahrhunderts. In den Jahren 1875–1885 geriet das im Deutschen Reich vorherrschende Turnsystem nach Adolf Spieß immer stärker in Gegensatz zu den eigentlichen (Bewegungs-)Bedürfnissen der Zeit. Dies ist auch auf den wachsenden Einfluss des modernen Sports englischer Prägung zurückzuführen, der zunehmend auch auf dem Kontinent Verbreitung fand. Um die vom Turnen geprägten Leibesübungen wieder attraktiver zu machen bzw. mehr auf den Sport aufmerksam zu machen, rief schließlich Emil Hartwich, ein in Düsseldorf tätiger Amtsrichter, zu mehr Spiel im Freien auf. 1882 kam es zum sogenannten „Spielerlass“ des preußischen Kultusministers von Goßler. Dieser forderte mehr Turnen und Spielen im Freien, um der Jugend eine angemessenere Form der Lebensgestaltung bieten zu können. Zunächst wurde dabei die weibliche Jugend jedoch außer Acht gelassen. Um 1891 kam es zur Gründung des Zentralausschusses zur Förderung von Volks- und Jugendspielen (ZA), was die Etablierung der Spielbewegung beförderte und einer Reihe von Gründungen regionaler Spielverbände nach sich zog. Ernst Strohmeyer, ein Mitglied des Nordischen Spielverbandes, bemühte sich hierbei und erstmals um volkstümliche Übungen für Mädchen und Frauen. Somit ging vom ZA eine erste Initiative aus, auch Mädchen und Frauen zu berücksichtigten. Der ZA sorgte nicht nur in den Vereinen für Veränderungen, sondern auch in den Schulen. So wurden in den Schulen seit 1891 die Spiele und Übungen der Jungen und Mädchen gleichgesetzt. Zudem wurde es den Mädchen nun erlaubt an einem kraftvolleren, leistungsbetonteren Unterricht und an Ball- und Laufspielen teilzunehmen.

## Frauenleichtathletik von 1913 bis zur Weimarer Zeit

### Arbeiterturn- und sportbewegung
In der Arbeiter-Turn- und Sportbewegung fand man zunächst die leichtathletischen Disziplinen noch unter der Bezeichnung „volkstümliche Übungen“ oder „Volksturnen“. Mit der Zeit veränderte sich jedoch das Lebens- und Körpergefühl der Menschen nach mehr Übungen im Freien, vor allem bei den Fabrikantenarbeitern, die die meiste Zeit in licht- und luftarmen Räumen verbringen mussten. So wurden im Jahre 1910 zu den volkstümlichen Übungen Programme der Vorturnerstunden integriert und sportliche Übungen wurden im Ausbildungsprogramm verankert. Außerdem beschloss der Bundestag 1913 in Mannheim dem modernen Sport stärker entgegenzukommen. Auch der Bundesvorstand förderte die Vermittlung der Leichtathletik durch die Einrichtung zentraler Bundeslehrgänge. Dennoch blieb die Profilierung der Leichtathletik zu einer relativ eigenständigen Sportart ein langwieriger Prozess. Da die Leichtathletik der Arbeiterturner in ihren Anfängen die sportliche Form der volkstümlichen Übungen darstellte, war ihre Durchführung zunächst in typische turnerische Rahmen eingebunden. So war der volkstümliche „Dreikampf“ in Form eines „sportlichen Wettkampfes“ der wesentliche Bestandteil der ersten Bundesturnfahrt 1917, bei der nicht nur Turner, sondern auch Turnerinnen zur Teilnahme aufgefordert wurden. 1918 wurde im Rahmen der zweiten Bundesturnfahrt aufgrund der Wahl der Übungen deutlich, dass man noch keine Unterscheidung zwischen „männlichen“ und „weiblichen“ Disziplinen vornahm. Doch nach Ende des Ersten Weltkrieges änderte sich dies, da man verstärkt die gesundheitlichen Folgen der Teilnahme der Frauen an leichtathletischen Übungen und Wettkämpfen diskutierte. So wurden 1920 der Dreisprung und der Stabsprung als die „für das Frauenturnen weniger geeigneten Übungen“ bezeichnet. Der Dreisprung fördere wohl die Geschicklichkeit, sei aber wegen der häufig vorkommenden Fußverletzungen und der großen Erschütterungen beim ersten Aufkommen für den weiblichen Körper auch gefährlich, während die Art des Stabspringens der „weiblichen Eigenart“ nicht zusage. Nach 1920 wurde schließlich die praxisbezogene „Freie Sportwoche“ zum Organ der Arbeitersportbewegung, das Technik und Training der Leichtathletik methodisch vermittelte. Um die Techniken nach den neusten Erkenntnissen darzustellen, publizierte der Arbeiter-Turnverlag fortlaufend „Lehrtafeln“. Beim ersten Bundesfest 1922 in Leipzig erlebten die Arbeitersportlerinnen den ersten überregionalen Wettkampf in der Leichtathletik. Zwar waren die Leistungen schwächer als die des bürgerlichen Sports, doch brachte die Arbeitersportbewegung athletische Persönlichkeiten hervor, wie etwa Luise Krüger.

### Turnen
Die ersten Grundlagen fand die Frauenleichtathletik im Mädchenturnunterricht des Deutschen Reiches seit den 1870er Jahren. Jedoch als „Geburtsstunde“ gilt das Jahr 1919, als die „Deutsche Sportbehörde für Athletik“ (DSBfA) gegründet wurde, woraufhin die ersten Deutschen Frauen-Leichtathletik-Meisterschaften im 100-Meter-Lauf, im Weitsprung, Kugelstoßen und in der 4-mal-100-Meter-Staffel durchgeführt worden sind. Diese Wettbewerbe wurden von nun an jährlich durchgeführt und dort waren die deutschen Turnerinnen schon auf den ersten Plätzen finden. Im Jahre 1921 wurden von der Deutschen Turnerschaft (DT) eigene Meisterschaften veranstaltet, die jedoch von denen der DSBfA nicht zu unterscheiden waren. Erst 1931 veranstalteten DSBfA und Deutsche Turnerschaft gemeinsame Leichtathletik-Meisterschaften.

## Frauenleichtathletik im nationalsozialistischen Deutschland
Im Zug der Machtübernahme der Nationalsozialistischen Deutschen Arbeiterpartei 1933 kam es zur Abkehr von der freiheitlich demokratischen Ordnung der Weimarer Republik und einem Bruch mit den menschlichen, ethnischen und moralischen Vorstellungen dieser Zeit. Vor allem der Emanzipationsschub den die Frauen in den 1920er-Jahren erlebt hatten und ihre Eingliederung in das öffentliche und politische Leben wurde jäh unterbrochen. Die Frau sollte viel mehr eine auf ihre Rolle als Mutter festgelegt werden und sich im nationalsozialistischen „Männerstaat“ unterordnen.

### Allgemeine Inhalte und Ziele des Frauensports
Der Sport war wesentlicher Bestandteil der nationalsozialistischen Politik, dem große Aufmerksamkeit und Unterstützung zuteilwurde. Jedoch kam es zu einer Zweckentfremdung des Sport, der auch als Mittel der staatlichen Disziplinierung und als Kontrollinstrument über die Bevölkerung eingesetzt werden sollte.

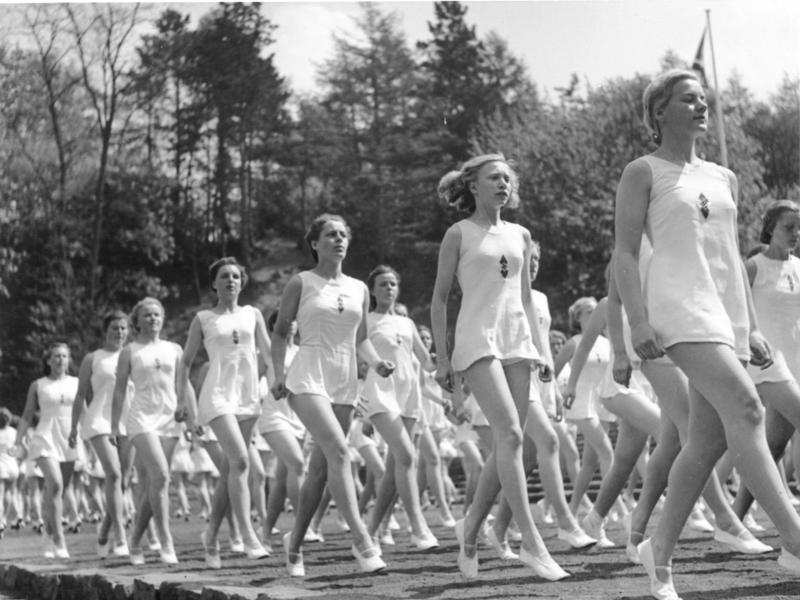
„Bund Deutscher Mädel“ Gymnastikvorführung

Unter dem Dach der Hitlerjugend (HJ) gab es eine Jugendorganisation für die Mädchen, den „Bund Deutscher Mädel“ (BDM). Bei dieser Organisation wurde verbindlich vorgeschrieben, dass die Mädchen sich einmal in der Woche nachmittags zu Spiel und Sport zusammentreffen. In diesen Übungsnachmittagen sollten Laufschule, Gymnastik/Körperschule, Leichtathletik, Spiele und auch Schwimmen und Turnen im Vordergrund stehen. Im Deutschen Reichsbund für Leibesübungen (DRL) war der „Frauen-Ausschuß für die Leibesübungen der Frauen und Mädchen im Reich“ zusammen mit der NS-Frauenschaft zuständig für den Frauensport. Durch die nationalsozialistischen Veränderungen wurde der Sport entsprechend dem ideologischen Rollenverständnis der deutschen Frau als Mutter angepasst. Der Sport war also auf die Mutterrolle fixiert und sollte der Gesundheit dienen. Dazu zielte man auf einen „frauengemäßen“ Breitensport ab, der aber keineswegs zur „Vermännlichung“ führen sollte, sondern die Leistungsfähigkeit steigern und erhalten. Die Inhalte waren somit auf die Aufgaben der Ehefrau und Mutter ausgerichtet, die durch Gymnastik, Turnen und Leichtathletik mit volkstümlichen Elementen (laufen, springen, werfen, tanzen) realisiert werden sollten. Da der NS-Sport zum Massensport werden sollte, wollte man noch mehr Frauen für die Gemeinschaft gewinnen. Dazu veranstaltete der Reichsfrauenausschuss eine Reichswerbewoche für „Gesunde Frauen durch Leibesübungen“. Bei diesem Rollenverständnis musste es wie in vielen Bereichen nationalsozialistischer Politik zu einem Konflikt der Interessen zwischen unterschiedlichen Richtungen der NSDAP als Volkspartei kommen, das durch verschiedene Massenorganisationen und auch Ministerien repräsentiert wurde. Während die NS-Frauenschaft gegen Leistungssport eingestellt war, gehörte das Propagandaministerium zu den Förderern des Leistungssport. Diese Form von Spaltung gab es vorher bereits im katholischen (anti-Leistungssport) und faschistischen Italien (= pro-positive nationale Repräsentation durch erfolgreichen auch Frauen-Leistungssport).

### Veränderung der Frauenleichtathletik
Nach dem Machtantritt der Nationalsozialisten und der Durchdringung aller Gesellschaftsbereiche mit der NS-Ideologie stellte sich bald die Frage, welchen Platz der Wettkampfsport der Frauen unter den Bedingungen des neuen Regimes einnehmen könne. Zunächst stieß der Wettkampfsport der Frau auf Ablehnung, da medizinische Bedenken, aber auch Rassenhygieniker mit ihren Argumenten weiter die Überhand hatten. Es wurde vor allem argumentiert, dass der Frauenkörper nicht für starke Belastungen geschaffen sei, der Sport zur Vermännlichung beitrage und dadurch auch der Kinderwunsch erstickt werden könne. In Anbetracht der Olympischen Spiele 1936 in Berlin, bei denen das Regime die „arische Leistungsfähigkeit“ demonstrieren wollte, relativierte man schließlich die völlige Ablehnung des Leistungsgedankens. Die Frauenleichtathletik-Meisterschaften vom Juli 1934 in Nürnberg standen bereits mit einem „Treuegelöbnis an den Führer“ vollständig im Zeichen der nationalsozialistischen Weltanschauung. Im Verlauf des „Dritten Reiches“ erlitt die Frauenleichtathletik jedoch von oben angeordnete Einschränkungen, wie zum Beispiel das schlagartige Abschaffen des 800-Meter-Laufs. Der Reichssportführer von Tschammer und Osten verneinte nicht den 800-Meter-Lauf an sich, sondern empfand das „vor Erschöpfung Zusammenbrechen“ der Frauen im Ziel als völligen Unfug. Außerdem engte eine Teilnahme-Begrenzung auf nur zwei Wettbewerbe pro Veranstaltung die Sportlerinnen zusätzlich ein.
Sehr erfolgreiche Jüdinnen und Halbjüdinnen, wie Lilli Henoch, Martha Jacob, Helene Mayer und Gretel Bergmann, die bis zur Machtübernahme der Nationalsozialisten völlig in ihre Vereine integriert waren, wurden im Zuge der Selbstgleichschaltung der Vereine und Verbände ausgestoßen oder zum Austritt gedrängt.

## Zahlen und Fakten

### Olympische Spiele von 1928 bis 1936
Im Jahre 1920 in Belgien und 1924 in Paris wurde den Frauen die Teilnahme zunächst verwehrt, doch 1928 in Amsterdam durften weibliche Sportlerinnen erstmals an Olympischen Spielen teilnehmen. In Amsterdam zeigten die deutschen Leichtathletinnen, dass sie sich nicht nur national, sondern auch international durchsetzen konnten. Vor allem Tilly Fleischer konnte sich in den Wurfdisziplinen gegen ihre Gegner beweisen und trug einen wesentlichen Teil zum Erfolg der deutschen Teilnehmerinnen im Jahre 1936 bei.
| Jahr | Ort         | Goldmedaille                                             | Silbermedaille                                   | Bronzemedaille                                                                      | 4. Platz                                                          | 5. Platz                                                             |

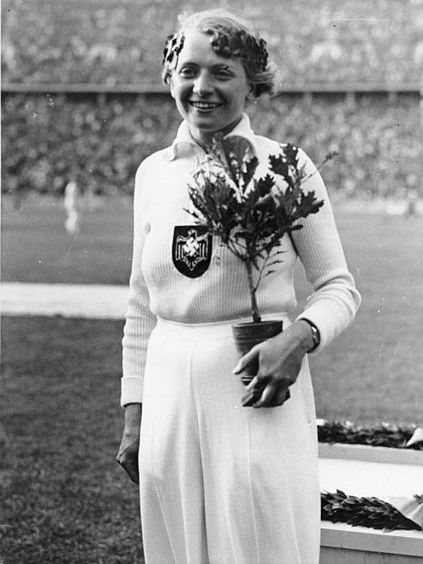
Tilly Fleischer bei den Olympischen Spielen 1936

| 1928 | Amsterdam   | Lina Radke-Batschauer: 800 m (2:16,8 min)                | /                                                | Rosa Keller, Leni Schmidt, Anni Holdmann, Leni Junker 4 × 100 m Staffel (49,0 s)    | Erna Steinberg: 100 m (12,4 s) Milly Reuter: Diskuswurf (35,86 m) | Grete Heublin: Diskuswurf (35,56 m) Helma Notte: Hochsprung (1,48 m) |
| 1932 | Los Angeles | /                                                        | Ellen Braumüller: Speerwurf (43,50 m)            | Tilly Fleischer: Speerwurf 43,15 m                                                  | Tilly Fleischer: Diskuswurf (36,15 m)                             | Grete Heublin: Diskuswurf (34,67 m)                                  |
| 1936 | Berlin      | Tilly Fleischer: Speerwurf Gisela Mauermayer: Diskuswurf | Luise Krüger: Speer (43,29 m) Anni Steuer: 100 m | Paula Mollenhauer: Diskuswurf Käthe Kraus: 100 m Elfriede Kaun: Hochsprung (1,60 m) | Dora Ratjen: Hochsprung                                           | /                                                                    |